# Mokolo
Mokolo – miasto w Kamerunie, w Regionie Dalekiej Północy, stolica departamentu Mayo-Tsanaga. Liczy około 157 tys. mieszkańców. Leży w pobliżu Gór Mandara.